# Quevedos
Quevedos is een gemeente in de Braziliaanse deelstaat Rio Grande do Sul. De gemeente telt 2.839 inwoners (schatting 2009).